# アンチクライスト・スーパースター
アンチクライスト・スーパースター（ANTICHRIST SUPERSTAR）は1996年10月8日にリリースされたマリリン・マンソンのアルバム、およびその中の収録曲。
後にMECHANICAL ANIMALS(1998),HOLY WOOD(IN THE SHADOW OF THE VALLEY OF DEATH)(2000)と続く3部作の第1作目にして完結編（この３部作はリリース順と時系列が逆になっているため）。大きく3編に分けて構成されている。
なお、ジャケット上でのアルバム名表記はANTICHRIST SVPERSTARとあるが、誤植ではない。

## 概要
本作はマンソン独自の哲学、倫理的歌詞とシアトリカルメタルといわれるけばだった凶暴的なメタルサウンド、そしてマンソン自身のステージでのパフォーマンスとキャラクターで一躍マリリン・マンソンというバンドをスターダムに押し上げ、アメリカ社会に旋風を巻き起こした。特にそのメッセージ性からキリスト教に関して、良くも悪くも議論を提起し、賛否両論のアルバムとなった。全米初登場3位。
彼の自伝「地獄からの帰還」を読むとその世界観をさらに深く知る事が出来る。

## 収録曲

### Cycle I - The Heirophant「秘儀の司祭」
1. Irresponsible Hate Anthem
ベストアルバムLest We Forget The Best Ofに日本版ボーナストラックとして収録。
2. The Beautiful People
ベストアルバムLest We Forget The Best Ofにも収録。
3. Dried Up,Tied And Dead To The World
4. Tourniquet
ベストアルバムLest We Forget The Best Ofにも収録。

### Cycle II - Inauguration of the Worm「虫けらの就任式」
1. Little Horn
2. Cryptorchid
3. Deformography
4. Wormboy
5. Mister Superstar
6. Angel With The Scabbed Wings
7. Kinderfeld

### Cycle III - Disintegrator Rising「分解の急騰」
1. Antichrist Superstar
ライブでの壇上演説演出が有名な曲。紋章入りの赤いたれ幕と黒焦げの星条旗の前で、聖書を破り捨てながら壇上で歌い叫ぶ。
ミュージックビデオが存在する。
2. 1996
3. Minute Of Decay
4. The Reflecting God
ベストアルバムLest We Forget The Best Ofにも収録。
5. Man That You Fear

(99トラックにシークレットトラック)